# خايمي الثاني ملك أراغون

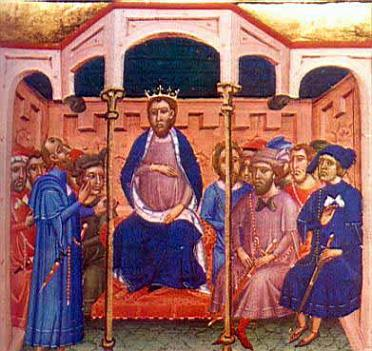

خاييمي الثاني أو خاييمي العادل (بالإسبانية: Jaime el Justo) (10 أغسطس 1267 - 2 أو 5 نوفمبر 1327) كان ملك صقلية (خايمي الأول أو جاكومو الأول) من 1285 إلى 1296 وملك أراغون وفالنسيا وكونت برشلونة 1291-1327، هو أبن بيدرو الثالث ملك أراغون وصقلية وكونستانس من صقلية.

## معرض صور

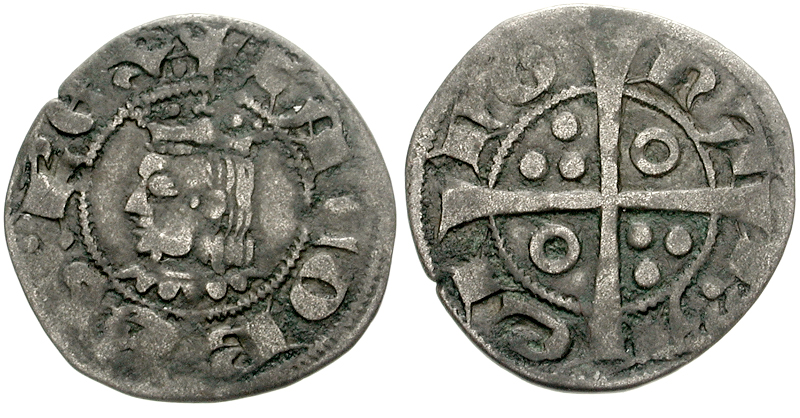
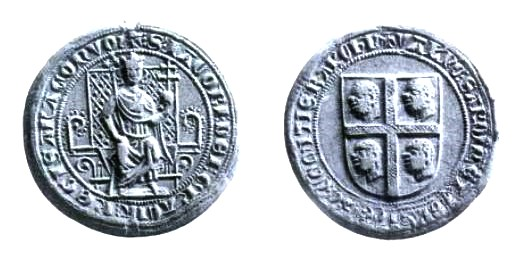
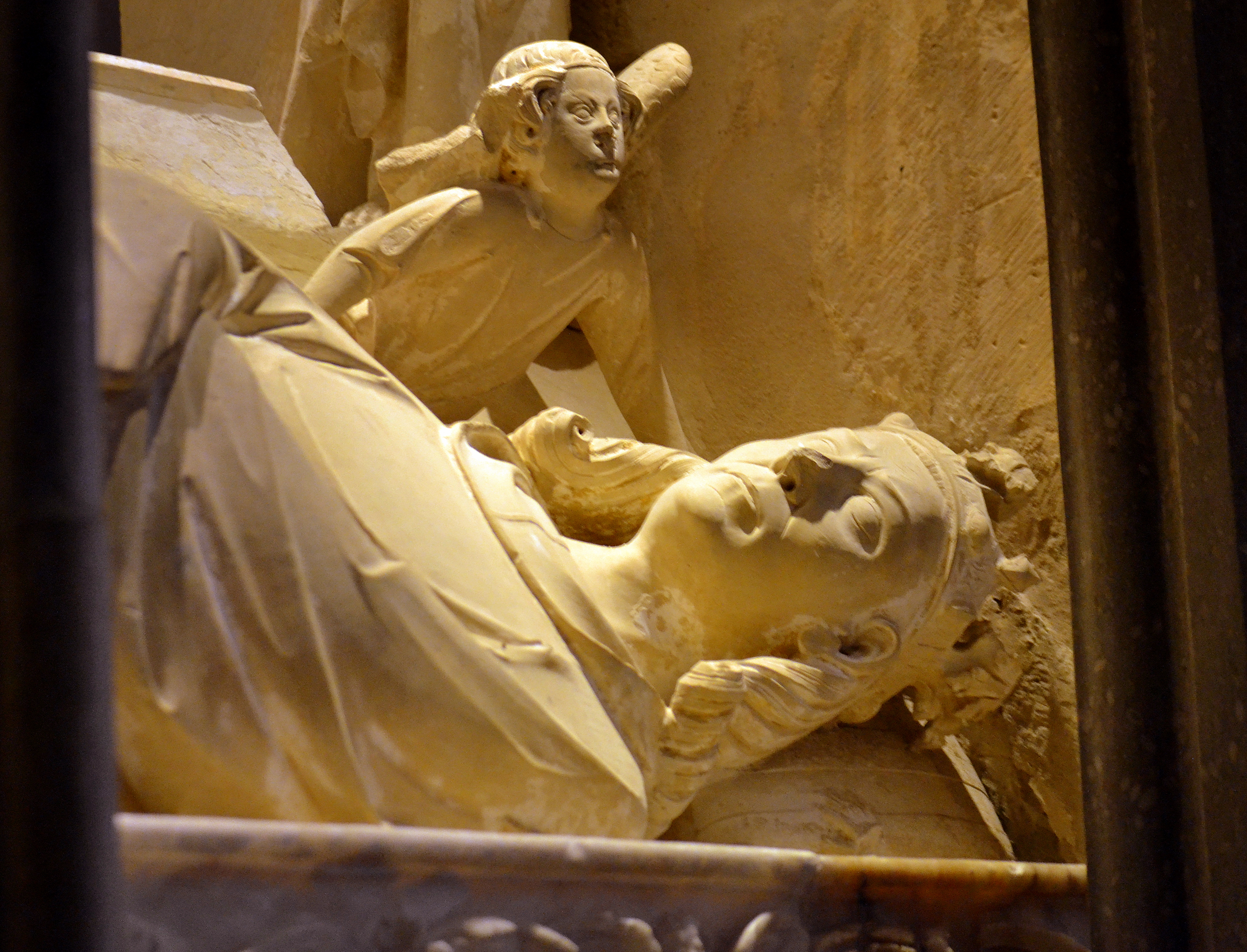